# Vetenskapsåret 1959

## Händelser

### Astronomiochrymdfart
- 23 juni–31 juli – Den första matematikolympiaden arrangeras i Brașov och Bukarest, Rumänien.
- 15 september – Den sovjetiska rymdsonden Luna 2 sänder de första bilderna från månens baksida till jorden.
- 4 oktober – Den sovjetiska rymdsonden Luna 3, som skall runda månen och sända fotografier från dess baksida, skickas upp[1].
- 7 oktober – Sovjetiska rymdsonden Luna 3 lyckas ta bilder på Månens baksida.

### Medicin
- Juli – Den medicinska forskningsgrupp som studerar Minamatasjukan kommer fram till att kvicksilver ligger bakom.
- Okänt datum – Joseph Murray utför världens första framgångsrika allotransplantation.[2]

### Teknik
- Januari – TI meddelar att företagets ingenjör Jack Kilby den 12 september 1958 uppfunnit integrerade kretsar. [3]

## Pristagare
- Bigsbymedaljen: Basil Charles King [4]
- Copleymedaljen: Macfarlane Burnet
- Davymedaljen: Robert Woodward
- Ingenjörsvetenskapsakademien utdelar Axel F. Enströmmedaljen till Edy Velander.
- Nobelpriset: [5]
  - Fysik: Emilio Segrè, Owen Chamberlain
  - Kemi: Jaroslav Heyrovský
  - Fysiologi/medicin: Severo Ochoa, Arthur Kornberg
- Wollastonmedaljen: Pierre Pruvost [6]

## Födda
- 27 april – Andrew Fire, amerikansk mikrobiolog och genetiker, nobelpristagare.
- 3 augusti – Koichi Tanaka, japansk kemist, nobelpristagare.
- 22 september – Saul Perlmutter, amerikansk astrofysiker, nobelpristagare.

## Avlidna
- 15 februari – Owen Willans Richardson, brittisk fysiker, nobelpristagare.
- 9 juni – Adolf Windaus, tysk kemist, nobelpristagare.
- 15 november – C.T.R. Wilson, brittisk fysiker, nobelpristagare.

### Fotnoter
1. ↑  NSSDC Master Catalog Arkiverad 4 mars 2016 hämtat från the Wayback Machine., läst 9 oktober 2017.
2. ↑  Machado, Calixto (27 februari 2005). ”The first organ transplant from a brain-dead donor”. Neurology "64":  ss. 1938–42. http://www.neurology.org/content/64/11/1938.full.
3. ↑  CED in the History of Media Technology (läst 11 april 2011)
4. ↑  ”Geological Society”. Arkiverad från originalet den 5 juni 2011. https://web.archive.org/web/20110605101836/http://www.geolsoc.org.uk/gsl/society/history/page753.html. Läst 13 april 2011.
5. ↑  ”Nobelpriset”. http://nobelprize.org/nobel_prizes/lists/all/index.html. Läst 10 april 2011.
6. ↑  ”Geological Society”. Arkiverad från originalet den 5 juni 2011. https://web.archive.org/web/20110605102217/http://www.geolsoc.org.uk/gsl/society/history/page750.html. Läst 14 april 2011.